# Koritza
Pour l’article homonyme, voir Korce (Pologne).
Koritsa ou Koritza (en albanais : Korçë ou Korça ; en grec : Κορυτσά / Korytsá ; en italien : Corizza ; dans les langues slaves méridionales : Корча, Korča ou Корче, Korče ; en aroumain : Curceaua ; en turc : Görice) est une municipalité du sud de l'Albanie comptant 75 994 habitants en 2011.
La région de Koritsa produit des vins de bonne qualité essentiellement à partir de cépage merlot.

## Histoire
La région de Koritza est habitée depuis les temps les plus reculés, puisque des restes néolithiques de 6 000 ans ont été retrouvés à l’emplacement de la ville. À l'âge du fer, les influences culturelles de la Grèce sont devenues très fortes.
Une ville nommée Coviza est mentionnée dans les documents byzantins en 1280. Coviza fut conquise par les Ottomans en 1440. Lors du siège de Constantinople, en 1453, le janissaire turc Ilias Panaritis, natif de Coviza, joua un rôle important et, en récompense, le sultan Mehmed II lui attribua le titre Iljaz Bey Mirahor et le sandjak de sa ville natale dans le vilayet de Monastir. La ville, à majorité orthodoxe, fut surtout connue sous son nom grec de Koritsa. La domination ottomane dura jusqu'au 6 décembre 1912 lorsque des forces grecques y entrèrent. Durant les guerres balkaniques de 1912-1913 elle fut revendiquée à la fois par la Grèce, la Serbie et la Bulgarie, mais fut finalement incorporée à l'Albanie par le traité de Londres en 1913. La Grèce s'en retira mais par le protocole de Corfou signé entre la Grèce et l'Albanie en mai 1914 et l'étude ethnographique qui l'a précédé, Koritsa fut incluse dans la zone autonome nouvellement formée en Épire du Nord, région à majorité localement grecque d'Albanie.
Les forces grecques revinrent occuper la ville à partir du 10 juillet 1914, au début de la Première Guerre mondiale. Elle fut prise par les Austro-Hongrois, puis par les Grecs encore et finalement par l'armée française d'Orient, qui occupa Koritsa de 1916 à 1920 et y toléra une entité autonome franco-albanaise. Dans les quelques mois qui suivirent la ratification du traité de Versailles, Koritsa bénéficia d'un statut d'indépendance de facto. Pendant cette courte période, les langues officielles y étaient l'albanais et le français.
Elle fut à nouveau attribuée à l'Albanie par la Commission internationale qui a tracé les frontières d'après-guerre dans les Balkans. Pendant la période de l'entre-deux-guerres, la ville devint une base arrière communiste ; Enver Hoxha y vécut, successivement élève puis professeur à l'école française de la ville. Koritsa fut occupée par les forces italiennes en 1939, comme le reste de l'Albanie. Après la déclaration de la guerre italo-grecque, elle tomba aux mains de l'armée grecque en novembre 1940, et resta sous administration grecque jusqu'à l'attaque allemande d'avril 1941. Après le retrait de l'Italie de la guerre, en 1943, la ville fut occupée par les forces du Troisième Reich jusqu'au 24 octobre 1944.
Pendant l'occupation, la ville devint un centre important de résistance communiste contre les forces de l'Axe. La création du Parti du travail d'Albanie, le parti communiste, fut formellement proclamée à Koritsa en 1941.
Entre 1945 et 1990, Korçë, comme toute l'Albanie, subit la dictature d'Enver Hoxha : des centaines d'habitants furent déportés dans des camps de travaux forcés, des dizaines furent exécutés, et des milliers d'autres s'enfuirent vers la Grèce, au risque d'être abattus par les garde-frontière. 
Après la libération de 1990, Korçë est l'une des six villes où le Parti démocratique nouvellement formé remporta toutes les circonscriptions. Les révoltes populaires de février 1991 s'achevèrent par l'abattage de la statue de Hoxha. Politiquement, Korçë est un des bastions du Parti démocratique de Sali Berisha, dont les candidats ont gagné presque toutes les élections au niveau local et parlementaire en seize ans de démocratie.
C'est une ville multi-ethnique, avec une population de majorité albanaise et une minorité constituée de Grecs, d'Aroumains, de Slaves macédoniens et de Roms.

## Culture

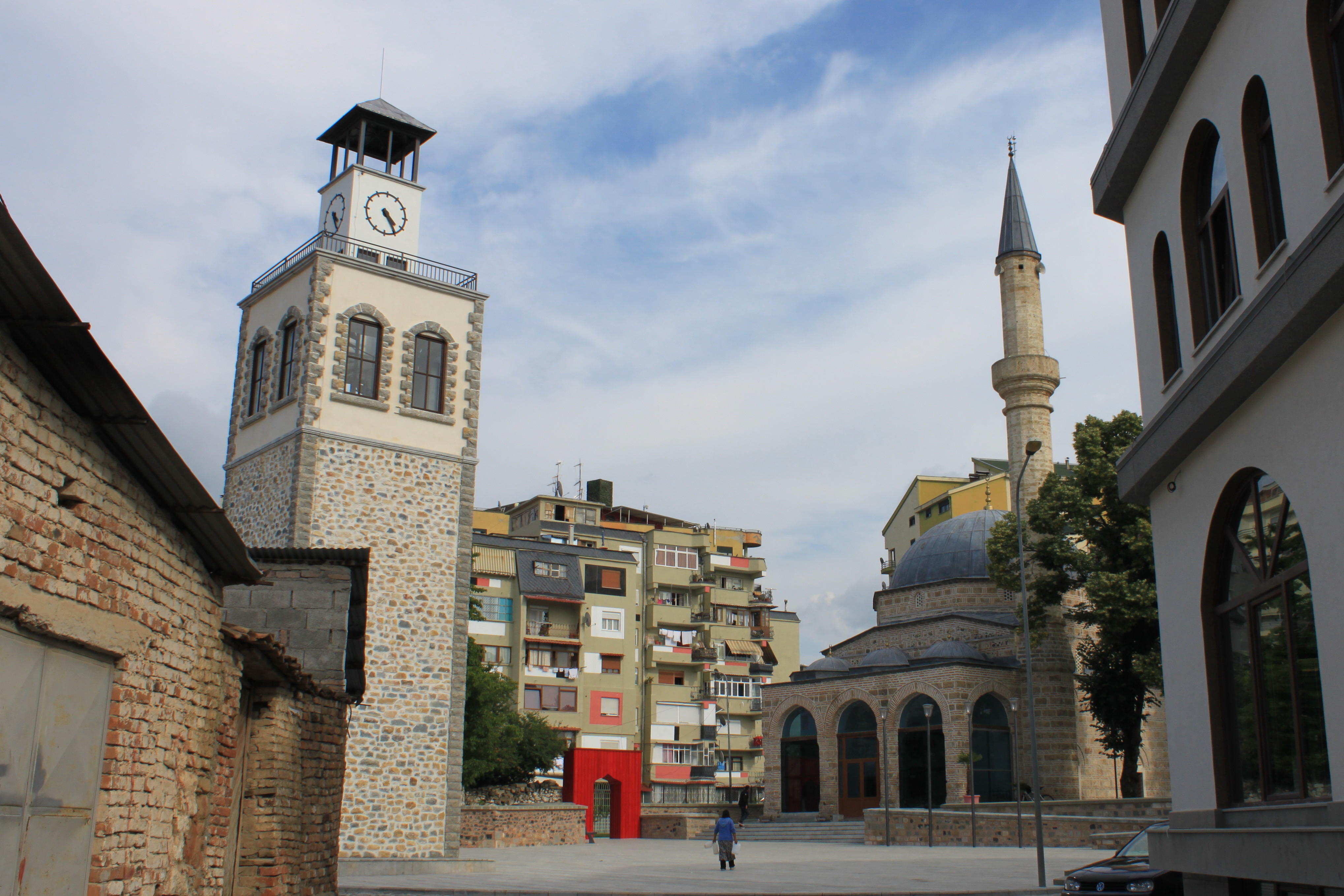
La tour de l'horloge de Koritza.

Koritsa a été un centre religieux important pour les chrétiens orthodoxes et les musulmans pendant des siècles. 
Pendant la période ottomane, Görice est devenue l'un des centres de la renaissance albanaise. La première école de langue albanaise y a été établie en 1887, suivie de la première école pour filles d'Albanie en 1891.

## Économie
Pendant le XXe siècle, Korcë a développé un important secteur industriel qui s'est ajouté à sa fonction traditionnelle de centre commercial et agricole. La plaine au sud de laquelle la ville se situe est très fertile et est une des zones céréalières principales de l'Albanie. Les industries locales incluent la bonneterie, le tissage, le textile, la minoterie, des brasseries (Birra Korça) et le raffinage du sucre. Des dépôts du charbon de lignite sont extraits dans les montagnes avoisinantes.
Le Courrier des Balkans relève dans un article paru en 2021 que le déboisement illégal ravage les forêts de la région.

## Musées
- Musée national d'art médiéval

## Sports
Le club de football du KF Skënderbeu Korçë y est basé.

## Personnages célèbres
- Ilias Panaritis Mirahor ou « Ilyas Hoxha », janissaire, fut le premier à entrer dans la capitale byzantine lors de la chute de Constantinople en 1453, et fit bâtir dans sa ville natale une mosquée qui porte son nom.
- Viktor Gjika, réalisateur de cinéma
- Naum Veqihaxhi
- Petro Nini Luarasi : premier enseignant de la première école d'Albanie en 1907
- Les sœurs Sevasti et Parashqevi Qiriazi
- Androniqi Zengo Antoniu (1913- 2000), artiste peintre ;
- Fan Noli, Premier ministre albanais en 1924.
- Ylber Merdani, poète et écrivain
- Sherif Merdani, artiste et diplomate
- James Belushi, acteur américano-albanais
- Andromaqi Gjergji, ethnologue
- Pantéleimôn Kotókos, évêque
- Iosíf Adamídis, homme politique
- Tajar Zavalani (1903-1966), historien, traducteur et journaliste
- Pétros Orologás, journaliste et écrivain